# Otto Wilhelm von Vacano
 Otto Wilhelm von Vacano (* 5. Mai 1910 in Erstein im Elsass, Reichsland Elsaß-Lothringen; † 20. April 1997 in Tübingen) war ein deutscher Klassischer Archäologe, der sich hauptsächlich mit Geschichte und Kultur der Etrusker beschäftigt hat. Bekannt wurde er vor allem durch seine Forschungen und Grabungen in Norditalien. Sein Buch Die Etrusker in der Welt der Antike (1957) avancierte zum Standardwerk.

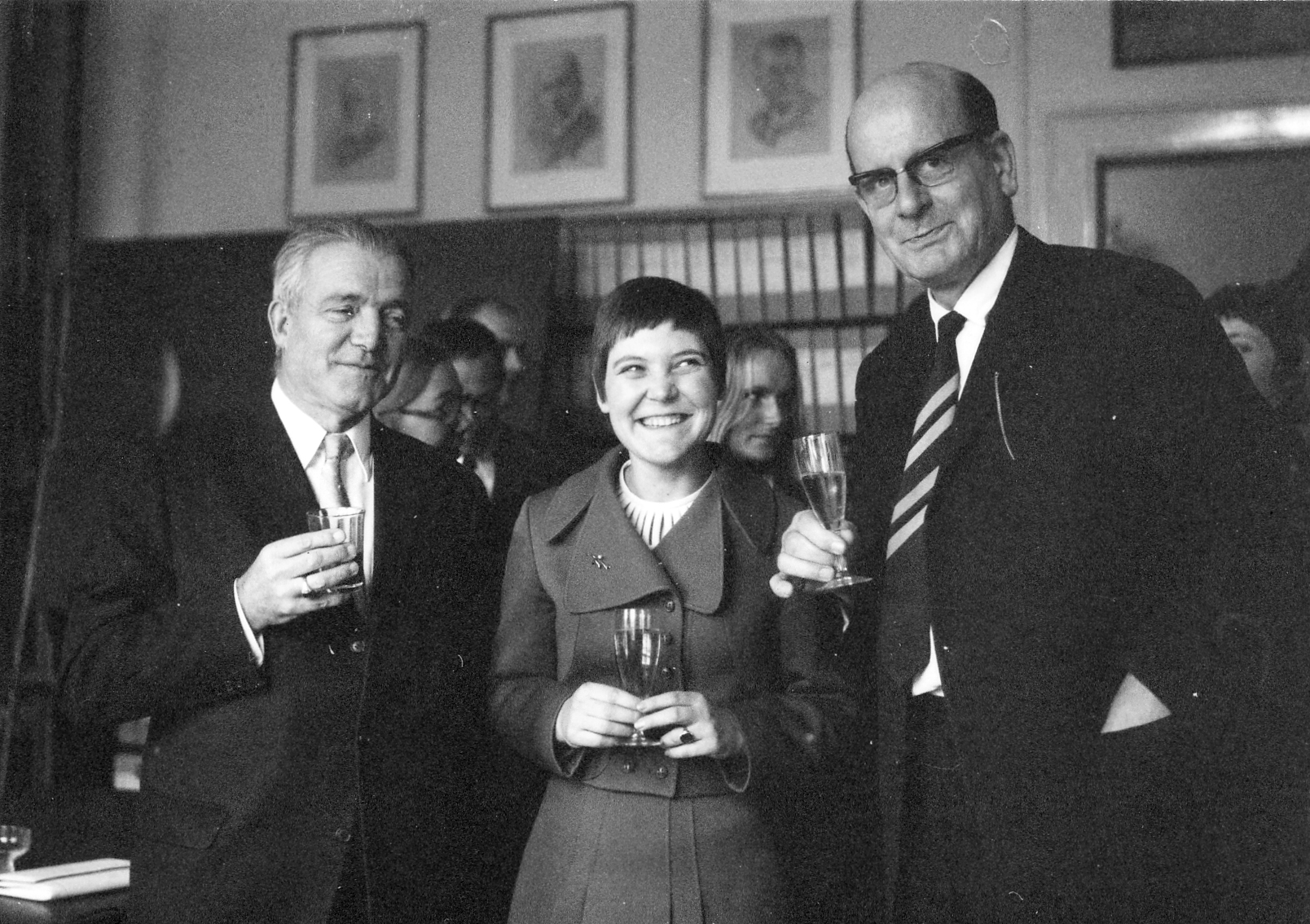
Gruppenbild 1971 im Institut für Klassische Archäologie Tübingen anlässlich der Promotion von Bettina von Freytag (Mitte); links Otto Wilhelm von Vacano; rechts der Institutsleiter Ulrich Hausmann

## Leben
Otto Wilhelm Vacano, Sohn des Landgerichtspräsidenten Franz Johannes von Vacano (1876–1947, Sohn von Otto von Vacano), und von Gretchen Rosalie, Freiin von Feilitzsch, wurde 1910 in Erstein geboren und wuchs nach dem Ersten Weltkrieg vor allem in Köln auf. Nach der Ausweisung seiner Familie aus dem Elsass 1919 brach für ihn eine schwierige Kindheit an, die – bedingt durch die anderthalbjährige Arbeitslosigkeit des Vaters – zu einer vorübergehenden Unterbringung von ihm und seinen elf Geschwister in Waisenhäusern und Kinderasylen führte.
Ab 1929 studierte er Klassische Archäologie, Klassische Philologie und Alte Geschichte an der Köln. 1930 hielt er sich ein Semester an der Universität Wien auf. Sowohl in Köln als auch in Wien besuchte er auch Vorlesungen und Übungen in Vergleichender Sprachwissenschaft, Indogermanistik und Deutscher Sprache und Philologie – zum Teil bei bekennenden Nationalsozialisten wie den Germanisten Ernst Bertram in Köln oder Paul Kluckhohn in Wien.
1929 kam Vacano als Werksstudent im Braunkohlerevier bei Köln mit den sozialen Problemen der Arbeiter in Berührung. Diese Erlebnisse hinterließen bei ihm – vermutlich vor dem Hintergrund seiner schwierigen Kindheit – einen nachhaltigen Eindruck, so dass er sich mehr den sozialistischen Tendenzen der nationalsozialistischen Ideologie zuwandte. Vacano war bereits vor der Machtergreifung der Nationalsozialisten in NS-Organisationen aktiv. Er war Mitglied der Hitlerjugend mit dem letzten Rang als Oberbannführer. 1931 trat Vacano dem Nationalsozialistischen Deutschen Studentenbund bei, 1932 dann der SA und 1933 der NSDAP. Unmittelbar nach der Ernennung des Nationalsozialisten Adolf Hitler zum Reichskanzler am 30. Januar 1933 brach er sein Studium ab, um sich ganz der Arbeit bei der Hitlerjugend zu widmen, deren Schulungsarbeit er für den Raum Köln-Aachen bereits seit Mai 1932 verantwortete. Friedrich Krauss versuchte ihn vergeblich vom Abbruch seines Studiums abzuhalten, zumal er ihm zuvor ein Teil der Paestum-Ausgabe anvertraut hatte. 
Im Juni 1934 ging Vacano nach Berlin und wurde der Leiter des Hauptreferats Führerschulung im Stab des Reichsjugendführers Baldur von Schirach. 1936 wurde er dort für einige Monate beurlaubt, um bei Andreas Rumpf in Köln mit einer Dissertation zum Thema Das Problem des Alten Zeustempels in Olympia zu promovieren. Sofort nach der erfolgreichen Promotion kehrte er nach Berlin zurück und übernahm am 1. Juli 1936 das Pressereferat des „Hauptamtes für Vorgeschichte“ innerhalb des Amtes Rosenberg sowie des angeschlossenen Reichsbundes für Deutsche Vorgeschichte. Während dieser Zeit publizierte Vacano neben seiner Dissertation zahlreiche Artikel in den von Hans Reinerth und Alfred Rosenberg herausgegebenen Organen Germanen-Erbe, Nationalsozialistische Monatsblätter und Mannus. 1944 legte er der Philosophischen Fakultät der Universität Graz die Habilitationsschrift Lelegia, eine Steinzeitsiedlung auf dem Kufówuno bei Sparta vor. 
Von 1938 bis 1943 war er Dozent an der Erzieher-Akademie der Adolf-Hitler-Schule in Sonthofen, deren kommissarischer Direktor er 1943/44 war. 1940 veröffentlichte er das Schulbuch Sparta: Lebenskampf einer nordischen Herrenschicht und er wandte sich wissenschaftlich vermehrt der Vor- und Frühgeschichte zu. Mit Schülern führte er bereits 1938 eine Ausgrabung in alemannischen Gräbern in Altstädten bei Sonthofen durch und publizierte seine Ergebnisse 1941 in der Zeitschrift Germanen-Erbe.
Vacano war Mitglied des Einsatzstabes Reichsleiter Rosenberg, der systematisch kulturelle Schätze in den von der Wehrmacht besetzten Gebieten beschlagnahmte.
Nach dem Krieg musste sich Vacona einem Entnazifizierungsverfahren im Verwaltungsbezirk Oldenburg stellen. Nach Einspruch wurde er am 18. Januar 1950 in die Kategorie V „Mitläufer“ eingruppiert. Im Internationalen Bund für Kultur und Sozialarbeit war er von 1951 bis 1961 Heimleiter und Leitender Mitarbeiter eines Heims für obdachlose Jugendliche in Tübingen. 1955 erschien sein erstes populärwissenschaftliches Buch über Etrusker, 1956 arbeitete er an der Ausstellung „Kunst und Leben der Etrusker“ in Köln mit und 1957 beriet er Rolf Engler bei dessen Dokumentarfilm Geheimnis der Etrusker. So wurde von Vacano nicht nur in der Wissenschaft zum Begründer der deutschsprachigen Etruskologie. 
Am Archäologischen Institut der Universität Tübingen arbeitete er von 1958 bis 1975 als Lehrbeauftragter. Von 1962 bis 1975 war von Vacano Kustos der Antiken- und Abgusssammlung des Institutes für Klassische Archäologie der Universität Tübingen, wo er zuletzt als Akademischer Oberrat wirkte. Nachfolger auf dieser Stelle wurde 1975 zunächst Wolf-Dieter Heilmeyer, im Folgejahr dann Bettina von Freytag genannt Löringhoff.  So gelang ihm der Einstieg in die internationale akademische Welt, insbesondere in die deutsche, aber auch in die italienische Etruskologie. Spezialgebiet von Vacanos war die Archäologie der Etrusker. In diesem Bereich galt er als internationale Kapazität. Auch nach seiner Pensionierung 1975 widmet sich Vacano bis zu seinem Tode 1997 wissenschaftlich fast ausschließlich der Etruskologie.
Wie viele Funktionäre der Hitler-Jugend trat auch Vacano aus der Kirche aus und blieb bis zu seinem Tode der Kirche fern. Seit von Vacano bestand am Institut für Klassische Archäologie der Universität Tübingen eine Professur für Etruskologie. Von Vacano war Ehrenmitglied zahlreicher italienischer Gesellschaften.

## Familie

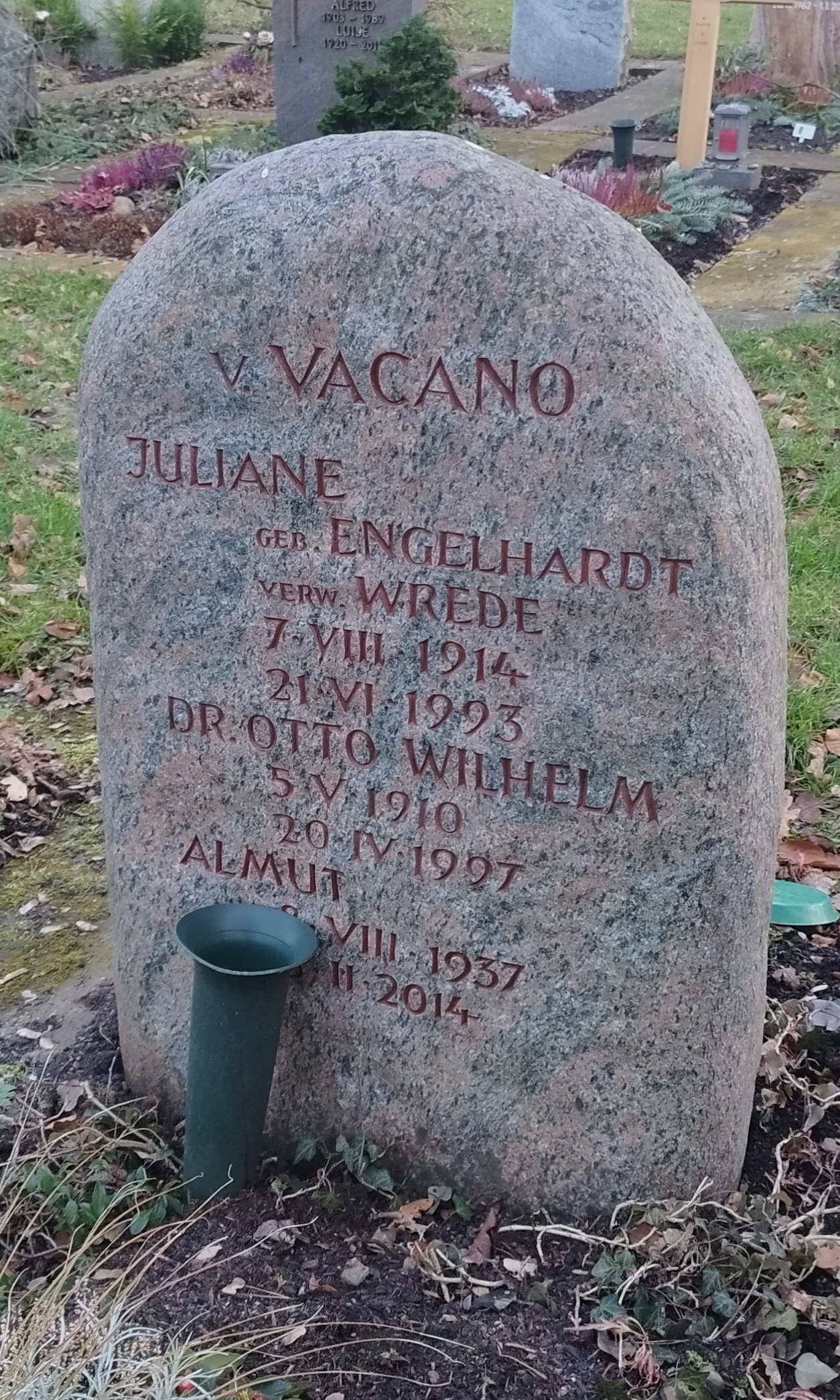
Grabstein der Familie von Vacano auf dem Bergfriedhof Tübingen

Am 29. Oktober 1936 heiratete Vacano die Oldenburgerin Erna Bohlmann (* 1911; † 24. Mai 1950), die seit 1934 wie Vacano in der Abteilung Weltanschauliche Führung arbeitete. Mit ihr hatte er sechs gemeinsame Kinder. Nach dem überraschenden Tod seiner ersten Frau mit nur 39 Jahren heiratete er am 25. Oktober 1951 die Kriegswitwe Juliane Wrede, geborene Engelhardt (* 7. August 1914 in München; † 21. Juni 1993 in Volterra), Tochter des Generalmajors Philipp Engelhardt, welche bis Juni 1937 persönliche Mitarbeiterin der BDM-Reichseferentin Trude Mohr war. Mit ihr hatte er ein weiteres gemeinsames Kind, einen Sohn. Aus ihrer ersten Ehe mit Ludwig Alfred Franz-Otto Wrede (* 21. September 1912 in Charlottenburg bei Berlin; ⚭ 31. Mai 1937 in Berlin; † 20. Januar 1945 in der Eifel; bestattet auf dem Deutschen Soldatenfriedhof Lommel) brachte sie zwei weitere Kinder in die Ehe ein; die Kinder wuchsen alle gemeinsam auf.

## Veröffentlichungen (Auswahl)
- Das Problem des alten Zeustempels von Olympia. 1937.
- als Hrsg. mit anderen: Sparta. Der Lebenskampf einer nordischen Herrenschicht  (= Arbeitsheft der Adolf-Hitler-Schulen). Kempten 1940.
- Im Zeichen der Sphinx. Griechenland im VII. Jahrhundert. Kohlhammer, Stuttgart 1952.
- Die Etrusker. Werden und geistige Welt. Kohlhammer, Stuttgart 1955.
- Die Etrusker in der Welt der Antike. Hamburg 1957.
- Italien. 3. Auflage. 1982.
- Der Talamonaccio. Alte und neue Probleme (= Biblioteca di Studi Etruschi. Band 17). Olschki, Florenz 1988, ISBN 88-222-3606-8.